# Marciszówek (szczyt)
Marciszówek (522 m n.p.m.) – szczyt w południowo-zachodniej Polsce, w Sudetach Zachodnich, w Rudawach Janowickich.

## Położenie i opis
Marciszówek leży w bocznym ramieniu, odchodzącym od masywu Wielkiej Kopy ku północnemu wschodowi, a dokładniej od Mnichów. Marciszówek leży na zakończeniu tego ramienia, na północno-wschodnim krańcu Rudaw Janowickich, w widłach Bobru i Mienicy. W ramieniu tym, na południe i południowy zachód od Marciszówka leżą Sowia Górka i Owcza Góra.

## Budowa geologiczna
Masyw Marciszówka zbudowany jest ze skał osadowych północno-zachodniego skrzydła niecki śródsudeckiej - dolnokarbońskich (kulmowych) zlepieńców, piaskowców i szarogłazów.

## Roślinność
Wzniesienie częściowo porośnięte lasami.

## Ochrona przyrody
Znajduje się na obszarze Rudawskiego Parku Krajobrazowego. Północno-wschodnimi podnóżami Marciszówka biegnie granica Parku.